# Крохино (Арефинское сельское поселение)
В Рыбинском районе есть ещё одна деревня с таким названием — в Судоверфском сельском поселении.
Крохино — деревня Арефинского сельского поселения Рыбинского района Ярославской области .
Деревня расположена на северо-западе сельского поселения на правом берегу Мормы, левого притока реки Ухра в её нижнем течении. Это единственный по правому берегу Мормы. Устье находится на расстоянии около 1 км к северо-востоку. Напротив Крохино, на правом берегу Мормы стоит деревня Хламово, последняя деревня вниз по левому берегу Мормы. По северо-восточной околице Крохино проходит дорога, связывающие деревни, стоящие по левому берегу Ухры, в северном направлении, вниз по Ухре эта дорога пересекает Морму, проходит севернее Хламово и идёт к Кишатино и Кузовлево, где и заканчивается. В юго-восточном направлении эта дорога идёт к Карелино, где выходит на берег Ухры. На юг от Крохино незаселенный лесной массив, бассейна реки Мормы . 
Село Крохино обозначено на плане Генерального межевания Рыбинского уезда 1792 года.
На 1 января 2007 года в деревне Крохино числилось 2 постоянных жителя . Почтовое отделение, расположенное в центре сельского поселения селе Арефино обслуживает в деревне Крохино 16 домов .